# マット
マット（mat）は、体操競技、陸上競技、格闘技などのスポーツで使われる用具の名称である。

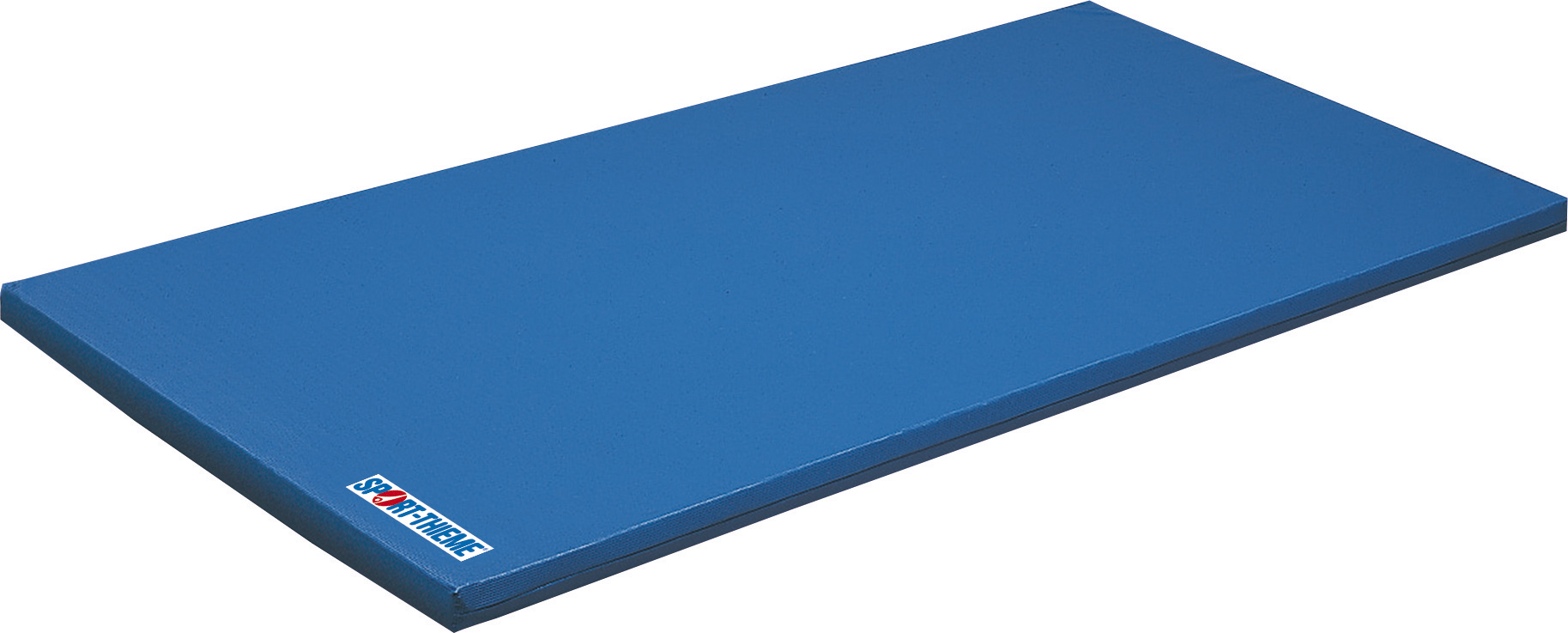
体操用マット

## 体操競技におけるマット
体操競技の「マット」には、いくつかの種類がある。
- ゆか競技で使われる12メートル四方の正方形の床。適度に衝撃を吸収しつつ弾みやすくなっている。
- エバーマット、ウレタンマットなどと呼ばれる衝撃吸収性の高い着地マット。セーフティーマットとも呼ばれることもある。
  - エバーマット（ウレタンマット）には、体操用（屋内用）と陸上競技用（屋外用）がある。体操用（屋内用）は白色、陸上用（屋外用）は緑色が主流だが青色の体操用マットもある。体操用（屋内）と陸上用（屋外）両方で使えるマットもある。
- 体育の授業のマット運動などで使われる薄手の体操マット（運動マットとも呼ばれる）。中学校や高校での部活動ではエバーマットとともにこれが使われることが多い。
  - 体育で使う薄手のマットには、屋内・屋外兼用のものもある。

## 陸上競技におけるマット

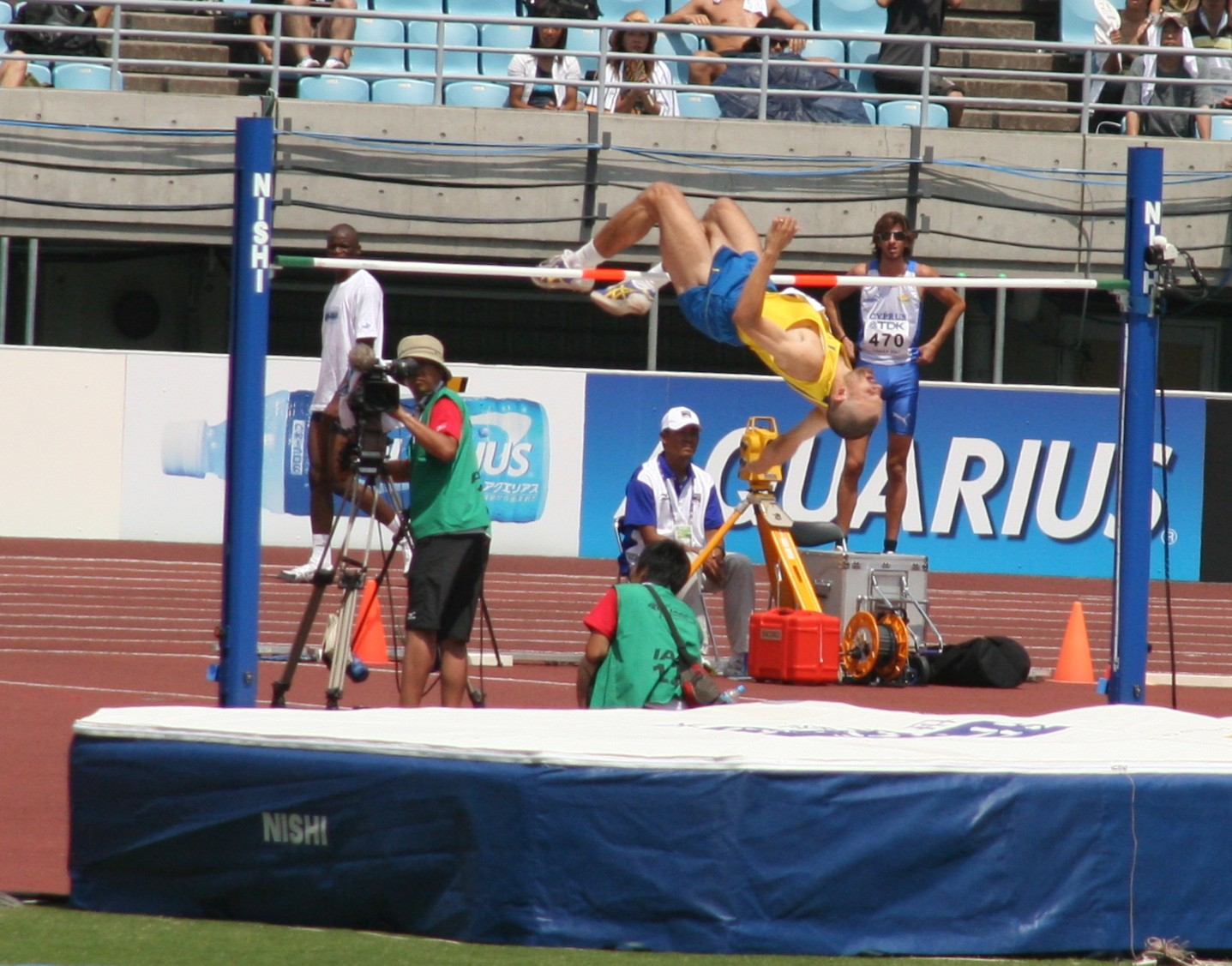
走り高跳びのマット

陸上競技では走り高跳び、棒高跳びで、それぞれ違うものを使用している。走り高跳びは5×3メートルの長方形、棒高跳びは5メートル四方の正方形のマットが使われて棒高跳びの方が走り高跳びで使われるものよりも厚みがある。

## 格闘技におけるマット
格闘技のリングの床に敷設されたゴム等でできた敷物を「マット」と呼ぶ場合がある。アマチュアレスリングなど、寝技系格闘技で多く用いられる。